# Ilias Vrioni
Ilias Vrioni (Berat, 1º gennaio 1882 – Parigi, 12 marzo 1932) è stato un politico e proprietario terriero albanese.
Fu uno dei firmatari della Dichiarazione di indipendenza albanese e tre volte Primo ministro dell'Albania.

## Biografia
Ilias Vrioni nacque nel 1882 a Berat, nel Vilayet di Giannina dell'Impero ottomano da Mehmet Ali Pasha della famiglia Vrioni e Hysnije Vokopola della famiglia Vokopola. La sua famiglia aveva grandi çiftik (possedimenti terrieri) nei dintorni di Berat, Fier e nella pianura di Musacchia. Suo padre era un alto dignitario dell'amministrazione dell'Impero ottomano e collaboratore di Abdyl Frashëri al tempo del Congresso di Berlino; sua madre proveniva da una famiglia di proprietari terrieri locali che avevano i loro çiftik nei dintorni di Vokopolë.
Fu uno dei firmatari della Dichiarazione di indipendenza albanese nel 1912. Servì tre volte come Primo ministro e cinque volte come Ministro degli affari esteri. Fu firmatario del secondo trattato di Tirana tra Italia e Albania nel 1927.
Morì a Parigi nel 1932, mentre prestava servizio per il suo secondo mandato come Ministro Plenipotenziario del Regno d'Albania a Parigi e Londra.
Fu decorato negli anni '20 con l'ordine di Grand officier de la Légion d'honneur della Repubblica francese.

## Attività politica
- Primo Ministro dell'Albania: 19 novembre 1920 - 1 luglio 1921
- Primo Ministro dell'Albania: 11 luglio 1921 - 16 ottobre 1921
- Ministro degli Affari Esteri dell'Albania: 30 marzo 1924 - 27 maggio 1924
- Primo Ministro dell'Albania e Ministro degli Affari Esteri: 24 dicembre 1924 - 5 gennaio 1925
- Ministro degli Affari Esteri dell'Albania: 12 febbraio 1927 - 21 ottobre 1927
- Ministro degli Affari Esteri dell'Albania e Vice Ministro della Giustizia: 26 ottobre 1927 - 21 maggio 1928
- Ministro degli Affari Esteri dell'Albania: 11 maggio 1928 - 1 settembre 1928
- Ministro degli Affari Esteri dell'Albania: 5 settembre 1928 - 13 gennaio 1929
- Ministro plenipotenziario dell'Albania a Parigi e Londra: 1925-1926
- Ministro plenipotenziario dell'Albania a Parigi e Londra: 1929-1932